# De meteomachine
De meteomachine is een stripverhaal uit de reeks van Suske en Wiske, die werd uitgegeven op 13 juli 2010.

## Personages
In dit verhaal spelen de volgende personages mee:
- Suske, Wiske, tante Sidonia, Lambik, Jerom, professor Barabas, Gino (Lambik's kapper)

## Locaties
Dit verhaal speelt zich af op de volgende locaties:
- België, kapsalon Gino, huis van Lambik, boot

## Uitvindingen
In dit verhaal spelen de volgende uitvindingen mee:
- de meteomachine van Armand Pien

## Het verhaal
Lambik komt bij de kapper om z'n 6 haren wat bij te laten werken. De kapper zadelt Lambik op met een uitvinding van z'n grootvader, Armand Pien. De uitvinding is de meteomachine, waarmee het weer plaatselijk kan worden veranderd. Lambik organiseert een barbecue in zijn tuin, terwijl het overal regent. Het is er zo warm, dat Sidonia verkoeling wil. In plaats van een briesje, veroorzaakt de meteomachine een enorme hagelbui. De volgende dag organiseert Lambik een zeiltocht op het meer. Ook hier zien de vrienden dat het alleen vlak bij de boot niet regent. Als Lambik meer wind wil, gaat dit ook mis. Hij moet opbiechten dat hij een machine heeft waarmee je het weer kunt beïnvloeden. 
Weer een dag later organiseert Lambik een schaatstocht op de parkvijver. De machine slaat op hol en in enorm dichte mist probeert Jerom de machine te stoppen. Alles loopt mis en uiteindelijk moet de slimheid van Suske de situatie redden. De machine gaat stuk en wordt naar professor Barabas gebracht. Hij heeft de machine hersteld en nu zorgt deze voor de moestuin van de professor. Lambik belooft niet meer aan het weer te sleutelen in de toekomst. Dan breekt de zon door en kunnen de vrienden, samen met oude bekenden, vieren dat ze 65 jaar bestaan.